# Lothringer13
Die Lothringer13 ist eine Kultureinrichtung des Kulturreferats der Landeshauptstadt München. Sie wurde 1980 in der Lothringer Straße 13 unter dem damaligen Namen „Künstlerwerkstatt“ gegründet.
Sie gliedert sich derzeit in zwei Teile: Die Lothringer13 Halle und Lothringer13_Florida.

## Lothringer13 Halle
Die Lothringer13 Halle, Raum für Internationale Gegenwartskunst, ist eine Kultureinrichtung des Kulturreferats der Landeshauptstadt München.
Sie verfolgt das Konzept, jungen Künstlern ein Produktions- und Präsentationsumfeld bieten, um ihre Positionen im nationalen und internationalen Kunstbetrieb zu etablieren, sowie mit der Münchner Kunstszene und ihren zahlreichen Institutionen für zeitgenössische Kunst in Diskurs zu treten.
Als Teil eines künstlerischen Netzwerks möchte die Lothringer13 Halle die Produktionsbedingungen und Interessensgebiete junger Künstler durch Ausstellungen, Publikationen und Veranstaltungen widerspiegeln und verbessern.
Die Lothringer13 Halle ist 100 % Non-Profit-Projekt und der Eintritt für alle Veranstaltungen ist frei. Die Finanzierung erfolgt durch Zuschüsse der Landeshauptstadt München sowie durch projektgebundene Mittel und Spenden.
Heute besteht die Lothringer13 Halle aus einer großen Haupthalle mit rund 700 Quadratmeter Ausstellungsfläche.

## Lothringer13_Florida
Zur Straßenseite hin gelegen befand sich der lothringer13_laden, ein Projektraum, der seit der Umstrukturierung im Jahr 2000 als Raum für mediale Experimente genutzt wurde. 2014 wurde lothringer13_laden in Lothringer13_Florida umbenannt und zog in das Rückgebäude neben der Halle. Ein mehrköpfiges, interdisziplinäres Team organisiert Lothringer13_Florida als eine Plattform für Diskurs, junge Kunst, interdisziplinäre Kunstprojekte und mediale Experimente. Florida versteht sich als Ort der künstlerischen Produktion im Kollektiv und nicht als Ort der Repräsentation.

## Geschichte der Institution Lothringer13
1980 wurde die Lothringer13 in einer früheren Maschinenfabrik in der Lothringer Straße 13 unter dem Namen „Künstlerwerkstatt“ gegründet. Als Zentrum für junge zeitgenössische Kunst fanden hier mehr als 200 Ausstellungen (z. B.: Rundschau Deutschland, 1981) von über 1000 Künstlern (darunter Louise Lawler, Fischli/Weiss, Albert Oehlen, Erwin Wurm, Per Kirkeby, Gregor Schneider, Manfred Pernice, Bjørn Melhus, Annika Larsson, Lara Schnitger, Fritz Fortuna, Claudia Wieser und Lucy Orta) statt.
Von 1980 bis 1998 wurden Ausstellungen von zeitgenössischer Kunst in allen Gattungen von Künstlern, Gast-Kuratoren und Mitgliedern des Kulturreferats der Landeshauptstadt München organisiert. 1998 beschloss die Landeshauptstadt München ein Programmkonzept mit wechselnden, unabhängigen Kuratoren, die Ausstellungen in der Städtischen Kunsthalle für einen Zeitrahmen von jeweils zwei Jahren entwickeln sollten.
Von 1997 bis 2010 beinhaltete ein Teil des Hauptgebäudes der Lothringer13 ein Video- und Kunst-Archiv mit dem Namen Spiegel. Das Medienarchiv wurde organisiert von Mattias von Tesmar. In den oberen beiden Geschossen des Gebäudes befand sich von 1992 bis 1998 das von der Stadt München geförderte Medienlabor München.
Von 2006 bis 2010 wurde die Lothringer13 Halle von Uli Aigner kuratiert, von 2011 bis 2014 von Felix Ruhöfer. Von 2014 bis 2016 kuratierten Jörg Koopmann und Dana Weschke die Halle. Von 2017 bis 2019 wurde das Programm weiterhin von Jörg Koopmann kuratiert. Ab 2020 verantwortete Lisa Britzger als kuratorische Leiterin das Programm in Zusammenarbeit mit Luzi Gross (2020–2023), Christina Maria Ruederer (2021–2023) und Tanja Hamester (ab 2024). Im April 2025 wurde der bulgarische Künstler und Kurator Kalas Liebfried (Pseudonym von Kaloyan Lyubomirov) neuer Leiter.
Mit der Buchpublikation Gemacht! Done! erschien 2015 eine umfassende Chronik Uli Aigners Zeit. 2021 erschien die Broschüren-Archivbox Lothringer13 Halle 2014–2020.